# Czepa
Czepa (ukr. Чепа) – wieś na Ukrainie w rejonie wynohradiwskim obwodu zakarpackiego.